# Claudio Arbiza
Jorge Claudio Arbiza Zanuttini (født 3. marts 1967 i Montevideo, Uruguay) er en tidligere uruguayansk fodboldspiller (målmand).
Arbiza spillede på klubplan hos Defensor Sporting og Nacional i hjemlandet, paraguayanske Olimpia og Colo-Colo i Chile. Han vandt nationale mesterskaber med samtlige fire klubber. Han spillede desuden seks kampe for Uruguays landshold, og var med i truppen der vandt guld ved Copa América i 1995. Han var dog ikke på banen i turneringen.

## Titler
Primera División Uruguaya
- 1987 og 1991 med Defensor Sporting
- 2001 og 2002 med Nacional

Primera División Paraguaya
- 1995 med Olimpia

Primera División de Chile
- 1996, 1997 og 1998 med Colo-Colo